# Magdalena Sokołowska (socjolog)
Magdalena Sokołowska (ur. 2 lutego 1922, zm. 21 kwietnia 1989 w Warszawie) – polski lekarz, socjolog medycyny, profesor nauk humanistycznych. Pracownik naukowy Instytutu Filozofii i Socjologii Polskiej Akademii Nauk.

## Życiorys
Przed II wojną światową rozpoczęła naukę w szkole aktorskiej w Warszawie, którą przerwała okupacja. Zapisała się do Szkoły Pielęgniarskiej Polskiego Czerwonego Krzyża w Warszawie. W tajemnicy jednocześnie uczęszczała na kursy organizowane przez Tajny Uniwersytet Warszawski dla studentów medycyny. Tam spotkała swego przyszłego męża Stefana Sokołowskiego. W 1942 otrzymała dyplom pielęgniarski i krótko potem dojechała do Wiednia, gdzie pracował jej narzeczony. Oboje zatrudnili się jako pomocnicy sanitarni w szpitalu psychiatrycznym. Po wyzwoleniu Wiednia oboje kontynuowali tam kursy medyczne.
W 1947 powróciła do Polski i wstąpiła na IV rok studiów lekarskich w nowo powstałej Akademii Medycznej w Gdańsku, gdzie w 1949 otrzymała dyplom lekarza (był to pierwszy dyplom lekarski wydany przez tę uczelnię). Pracowała w gdańskiej Akademii jako asystent do 1950. W 1950 roku uzyskała tam stopień naukowy doktora nauk medycznych na podstawie rozprawy na temat wpływu środowiska społecznego na występowanie szkarlatyny, której poważną epidemię przeżywało Wybrzeże.
W 1951 przeniosła się do Łodzi, gdzie jej mąż dr. med. Stefan Sokołowski został powołany do wojska i przydzielony do Wojskowego Szpitala Klinicznego jako neurochirurg. Od 1951 do 1958 roku pracowała w Instytucie Medycyny Pracy. Zatrudnienie to przez 3 lata łączyła z funkcją lekarza naczelnego doświadczalnej przemysłowej placówki służby zdrowia w Zakładach Przemysłu Bawełnianego im. Józefa Stalina w Łodzi, zatrudniających głównie kobiety.
W 1958 roku wyjechała do USA w sprawach rodzinnych. Dało jej to szansę odbycia upragnionych studiów  w dziedzinie nowoczesnej medycyny społecznej na Columbia University w Nowym Jorku. W 1960 roku otrzymała dyplom magisterski Master of Public Health tego uniwersytetu. W czasie swego dwuletniego pobytu w Nowym Jorku miała szanse brać udział w kilku badaniach socjologiczno-medycznych z amerykańskimi kolegami. Jednocześnie poznała grupę polskich socjologów przebywających tam na stypendiach (m.in. Adama Podgóreckiego i Stefana Nowaka).
W 1960 zamieszkała z dwójką dzieci (Stefanem i Marią) i swoją matką Haliną Kamińską w Komorowie pod Warszawą.
W listopadzie 1961 roku została przyjęta jako adiunkt do Zakładu Socjologii Pracy w Instytucie Filozofii i Socjologii Polskiej Akademii Nauk (IFIS PAN). W 1963 roku otrzymała tytuł docenta socjologii na podstawie pracy opublikowanej w formie książkowej pt. Kobieta pracująca. Socjomedyczna charakterystyka pracy kobiet. Od 1965 prowadziła nowo powstałą Pracownię Socjologii Medycyny w IFIS PAN. W 1976 została mianowana profesorem nadzwyczajnym nauk humanistycznych, a w 1987 profesorem zwyczajnym.
Zmarła  21 kwietnia 1989 roku w Warszawie w wieku lat 67.

## Dorobek naukowy
Jej dorobek naukowy obejmuje szereg prac dotyczących pracy kobiet, przemian rodziny, zagadnień ludzi niepełnosprawnych, a także socjomedycznych aspektów roli lekarza i zdrowia społecznego. Studia lekarskie i praca w polskiej służbie zdrowia połączone z doświadczeniami amerykańskimi oraz zapoznanie się z istniejącymi teoriami socjologicznymi pozwoliły jej spojrzeć nowym okiem na różne aspekty tych problemów. Popularyzowała je w Polsce, ale także w Europie. W latach 1962–1972 była członkiem Komitetu Badawczego Socjologii Medycyny w ramach International Sociological Association (ISA). W 1969 powołany przez nią komitet redakcyjny złożony z socjologów  i lekarzy z różnych krajów europejskich wydał w Polsce tom publikacji pokazujący stan socjologii stosowanej w medycynie. W latach 1978–1982 była pierwszą kobietą zajmującą stanowisko wiceprezydenta ISA. W 1986 roku opublikowała pierwszy podręcznik dla lekarzy i studentów medycyny.
Zajmowała się także popularyzowaniem nauki. W 1973 wydawnictwo z Hamburga wydało jej książkę o kobietach w społeczeństwie polskim (Frauenemenzipation und Socialismus). W serii wydawniczej Omega ukazała się jej książka Granice medycyny (1980). Dużą część swojego czasu poświęcała na pracę z doktorantami i wykłady na różnych szczeblach w Polsce i za granicą.  Wiele jej prac miało ścisły związek z praktyką społeczną. Przykładem tego jest zorganizowany przez jej pracownię konkurs na pamiętniki lekarzy przemysłowych, którego wyniki wydano w 1965 roku.
Kierowała zespołem badawczym i wzięła udział w opracowaniu raportu pt. Sytuacja ludzi niepełnosprawnych i stan rehabilitacji w PRL (1979).
W latach 70. i 80. żywo interesowała się zagadnieniami medycyny alternatywnej, a także nierównościami społecznymi w dostępie do medycyny konwencjonalnej. Pracowała jako ekspert w tych sprawach dla Światowej Organizacji Zdrowia (WHO). Była doradcą w negocjacjach Okrągłego Stołu z ramienia NSZZ „Solidarność” na temat służby zdrowia i członkiem Narodowej Komisji Zdrowia.

## Nagrody i wyróżnienia
- Srebrny Krzyż Zasługi (1952)
- Złoty Krzyż Zasługi (1954)
- Odznaka „Za wzorową pracę w służbie zdrowia” (1953)
- Medal 10-lecia Polski Ludowej (1955)
- Dyplom Uznania za Długoletnią i Owocna Pracę dla dobra Nauki Polskiej IFIS PAN (1977)
- Nagroda Sekretarza Naukowego PAN za udział i opracowanie raportu o sytuacji ludzi niepełnosprawnych i stan rehabilitacji w PRL (1979)
- Doktor honoris causa – Uniwersytet w Helsinkach, Finlandia (1986)
- Doktor honoris causa –  Uniwersytet w Siegen, Niemcy (1987)
- Krzyż Kawalerski Orderu Odrodzenia Polski (1989, pośmiertnie).